# Steve Dobrogosz
Steve Dobrogosz (Raleigh, 26 gennaio 1956) è un pianista e compositore statunitense.
Nato e cresciuto a Raleigh nella Carolina del Nord, Dobrogosz studiò presso la Jesse O. Sanderson High School e in seguito al Berklee College of Music a Boston. Nel 1978 si trasferì a Stoccolma (dove abita tuttora): lì cominciò ad esibirsi e ad incidere musica.
La carriera musicale di Dobrogosz spazia fra i generi più vari, includendo jazz e pop oltre alla musica classica della grande tradizione occidentale. Alcuni dei suoi lavori si focalizzano sul connubio fra jazz ed esperienza corale: segnatamente la sua celebre Mass (1992) è stata subito eseguita da orchestre e cori di tutto il mondo.
Ha collaborato con la cantante norvegese Radka Toneff, col cantante svedese Berit Andersson. Più recentemente ha inciso due album con Anna Christoffersson il secondo dei quali, Rivertime, ha ricevuto una nomination per i Swedish Grammy Award nella categoria Album jazz.

## Discografia parziale
- Songs (1980)
- Fairy Tales (1982), con Radka Toneff
- The Final Touch (1989), con Berit Andersson
- Jade (1990), con Berit Andersson
- Skin Balloon (1993), con Berit Andersson
- Pianopieces (1994)
- Duckwalk (1996), Steve Dobrogosz Quartet
- Mass (1997), con il St. Jacob's Chamber Choir
- Ebony Moon (1998)
- Best of Dobrogosz and Andersson (1999), con Berit Andersson
- Feathers (2000), con Jeanette Lindstrom
- Requiem/Te Deum (2004), con il St. Jacob's Chamber Choir
- It's Always You (2006), con Anna Christoffersson
- Rivertime (2008), con Anna Christoffersson